# Горас Карпентер
Горас Карпентер (англ. Horace B. Carpenter; 31 січня 1875 — 21 травня 1945) — американський актор, режисер і сценарист. Він з'явився в 334 фільмах між 1914 і 1946. Він також був режисером 15 фільмів в період між 1925 і 1934 роками.

## Життєпис
Народився в Гранд-Рапідс, штат Мічиган, Карпентер помер в Голлівуді, штат Каліфорнія від серцевого нападу.

## Вибрана фільмографія

### Актор
- 1915 — Невідомий / The Unknown
- 1915 — Провідник / The Explorer — Макіннері
- 1916 — Клоун / The Clown — менеджер цирку
- 1917 — Вартість ненависті / The Cost of Hatred — Рамон
- 1931 — Супутники / Partners of the Trails — Скітс Бріґґз
- 1931 — «Вершники півночі» / Riders of the North — бармен
- 1932 — Вершники пустелі / Riders of the Desert — Джим Рейнольдс
- 1935 — Смокі Сміт / Smokey Smith — Смокі Сміт
- 1943 — Примарний вершник / The Ghost Rider —балакучий старожил